# 지금 이대로가 좋아
"지금 이대로가 좋아"는 1984년에 개봉한 대한민국의 영화이다.

## 캐스팅
- 김진아
- 강신성일
- 조대위
- 최성철
- 박원숙
- 김애경
- 김윤경
- 현석
- 최병철
- 김길호
- 유영국
- 강서영
- 한성경
- 황인숙
- 현지혜
- 조영권
- 박용근
- 한창호
- 전숙
- 최재호
- 안명일
- 강희주
- 박예숙
- 김우빈
- 조주미
- 김영숙
- 김지영
- 제갈숙
- 인정민
- 최효향